# Sarsen
Les pedres sarsen són blocs d'arenisca que es troben en el Regne Unit a Salisbury Plain i Marlborough Downs a Wiltshire; a Kent i en petites quantitats a Berkshire, Essex, Oxfordshire, Dorset i Hampshire. Són les restes postglacials d'una capa de silici cenozoic que una vegada va cobrir gran part del sud d'Anglaterra: una roca densa i dura creada a partir de sorra unida per un ciment de sílice, la qual cosa la converteix en una espècie d'arenisca silicificada. Es creu que això es va formar durant la meteorització del Neogen en el Quaternari, per la silicificació dels sediments del Grup Lambeth del Paleocè Superior com a resultat de la lixiviació àcida.
La paraula «sarsen» és un escurçament de «pedra Saracen», la qual va sorgir en el dialecte Wiltshire. Saracen era un nom comú per als musulmans, i va arribar a ser utilitzada per tot el que no es considera cristià, fos musulmà, pagà cèltic o un altre.

## Usos
Els constructors de Stonehenge van utilitzar aquestes pedres per l'Heel Stone i el Sarsen Circle. Avebury i molts altres monuments megalítics a Anglaterra del sud són també construïts amb pedres Sarsen.
Per trencar la pedra en peces en una mesura adequada per al seu ús en construcció, es va emprar foc, i posteriorment explosius. Les pedres sarsen no són un material d'edificació ideal, William Stukeley va escriure que aquest material està «sempre humit a l'hivern, la qual cosa fa que estigui mullat i danyat, i podreix el mobiliari». En el cas d'Avebury, els inversors que van recolzar un pla per reciclar la pedra, van quedar en fallida quan les cases que van construir van resultar ser impossibles de vendre i també propenses a incendiar-se. Malgrat aquests problemes, les pedres sarsen foren altament apreciades per la seva durabilitat, sent un material preferit per a graons i pedres de vorada.